# Língua caingangue
A língua caingangue, também chamada jê e kaigang, é uma língua indígena brasileira em situação definitivamente ameaçada de acordo com a UNESCO. Ela é falada por cerca de 62,5% do povo Kaingang, cuja população é de aproximadamente 30.000 pessoas, presentes nos estados de São Paulo, Paraná, Santa Catarina e Rio Grande do Sul
A língua pertence ao tronco linguístico Macro-jê, compõe a família linguística Jê e, junto a língua laklãnõ, forma o ramo linguístico Jê Meridional.

## Etimologia
A partir da metade do século XIX havia se generalizado a denominação de "Coroados" para se referir aos Kaingang e Laklãnõ, pelo uso do que se considerava coroas de plumas na cabeça ou mesmo cortes de cabelo que lembravam uma coroa.
A denominação "Kaingang" foi introduzida por Telêmaco Borba a partir de 1882, formado pela junção dos termos kaa (árvore, mato) e ingang (morador do) e significa "gente da floresta" ou "donos da mata".
Atualmente são considerados duas etnias com um passado remoto comum que, com a separação histórica, desenvolveram processos socioculturais específicos que os tornaram relativamente diferenciados.

## Distribuição

### Distribuição geográfica
O povo caingangue ocupa uma vasta área, hoje composta por 48 terras indígenas isoladas entre si, contidas entre o baixo Rio Tietê no norte e a bacia do Alto Rio Uruguai no sul. A situação em relação à língua falada varia de lugar para lugar: em algumas comunidades, todos falam caingangue, em outras, todos, exceto os mais velhos, são bilíngues e, em outras, a maior parte da população é bilíngue ou fala apenas o português.
Há pelo menos dois séculos sua extensão territorial compreende a zona entre o Rio Tietê (SP) e o Rio Ijuí (norte do RS). No século XIX seus domínios se estendiam, para oeste, até San Pedro, na província argentina de Misiones.

### Dialetos e línguas relacionadas

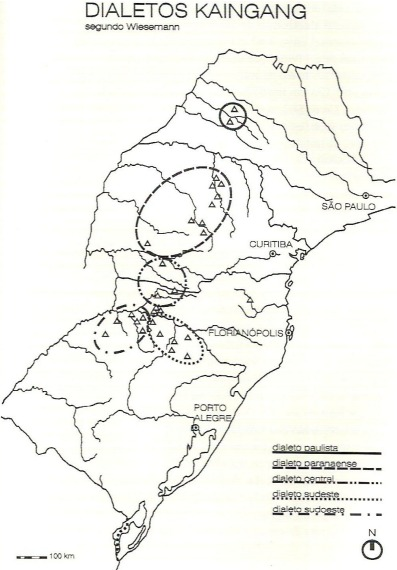
Mapa dos dialetos caingangues

A língua caingangue apresenta um alto grau de variação diatópica, podendo ser subdividida em cinco dialetos. São eles: o kaingang paulista (entre os rios Tietê e Paranapanema), o kaingang do paraná (no estado homônimo, entre os rios Paranapanema e Iguaçu), o kaingang central (no oeste de Santa Catarina, entre os rios Iguaçu e Uruguai), o kaingang do sudoeste (ao sul do rio Uruguai e a oeste do rio Passo Fundo) e o kaingang do sudeste (ao sul do rio Uruguai e leste do rio Passo Fundo). Os dialetos diferenciam-se em várias partes de sua estrutura, sendo as diferenças mais evidentes as fonológicas. O dialeto paulista é considerado o mais divergente, caracterizado pelo maior grau de obsolescência, apresentado algumas fusões fonológicas parciais.

Estes dialetos ainda existem, embora estejam passando por transformações constantes. Observa-se o fato de migrações espontâneas de famílias de uma região para a outra, assim como também contatos esporádicos entre todas as regiões. Cresceu a preocupação de ter uma língua de comunicação para o grupo como um todo, especialmente na sua forma escrita. A realização deste desejo foi facilitada pelo fato que, com contatos ficando mais frequentes após os anos 70, os falantes dos dialetos Central, Sudoeste e Sudeste espontaneamente reconheceram o dialeto Paraná como referencial. Os falantes do dialeto São Paulo, sendo muito poucos e com poucos contatos com os outros grupos, estão deixando o uso da língua caingangue em favor do Português.

Terra Indígena do Ibirama

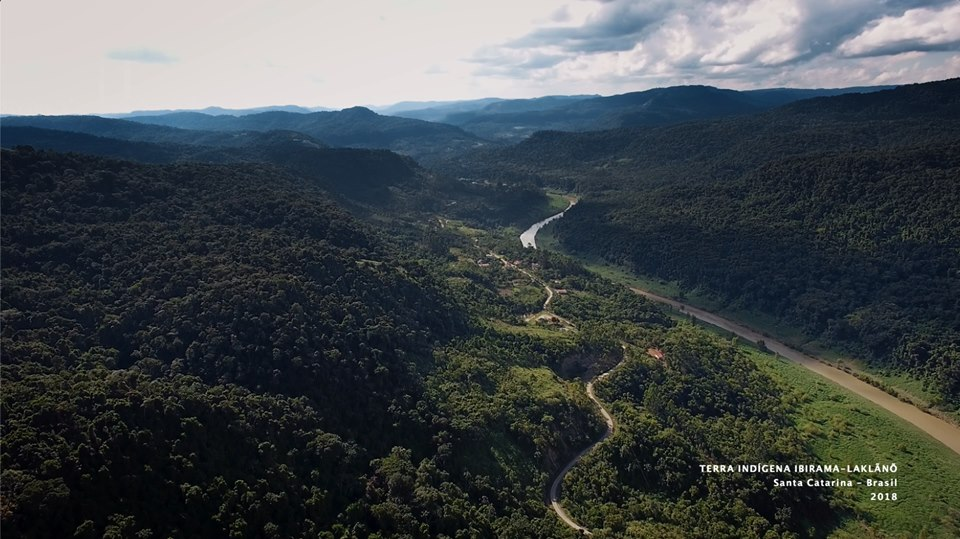
Terra Indígena do Ibirama vista de cima

Parte dos caingangues vivem na Terra Indígena do Ibirama, junto aos povos Laklãnõ, Guarani Mbya e Guarani Ñandeva.
| Pronomes pessoais | Pronomes pessoais | Caingangue                    | laklãnõ                          |
| ----------------- | ----------------- | ----------------------------- | -------------------------------- |
| Singular          | 1ª pessoa         | inh                           | ẽnh                              |
| Singular          | 2ª pessoa         | ã                             | a, ahã                           |
| Singular          | 3ª pessoa         | ti (masculino) fi (feminino)  | ti, ta (masculino) zi (feminino) |
| Plural            | 1ª pessoa         | ẽg                            | ãg                               |
| Plural            | 2ª pessoa         | ãjag                          | me ã                             |
| Plural            | 3ª pessoa         | ag (masculino) fag (feminino) | óg                               |

## História

### Primeiros contatos

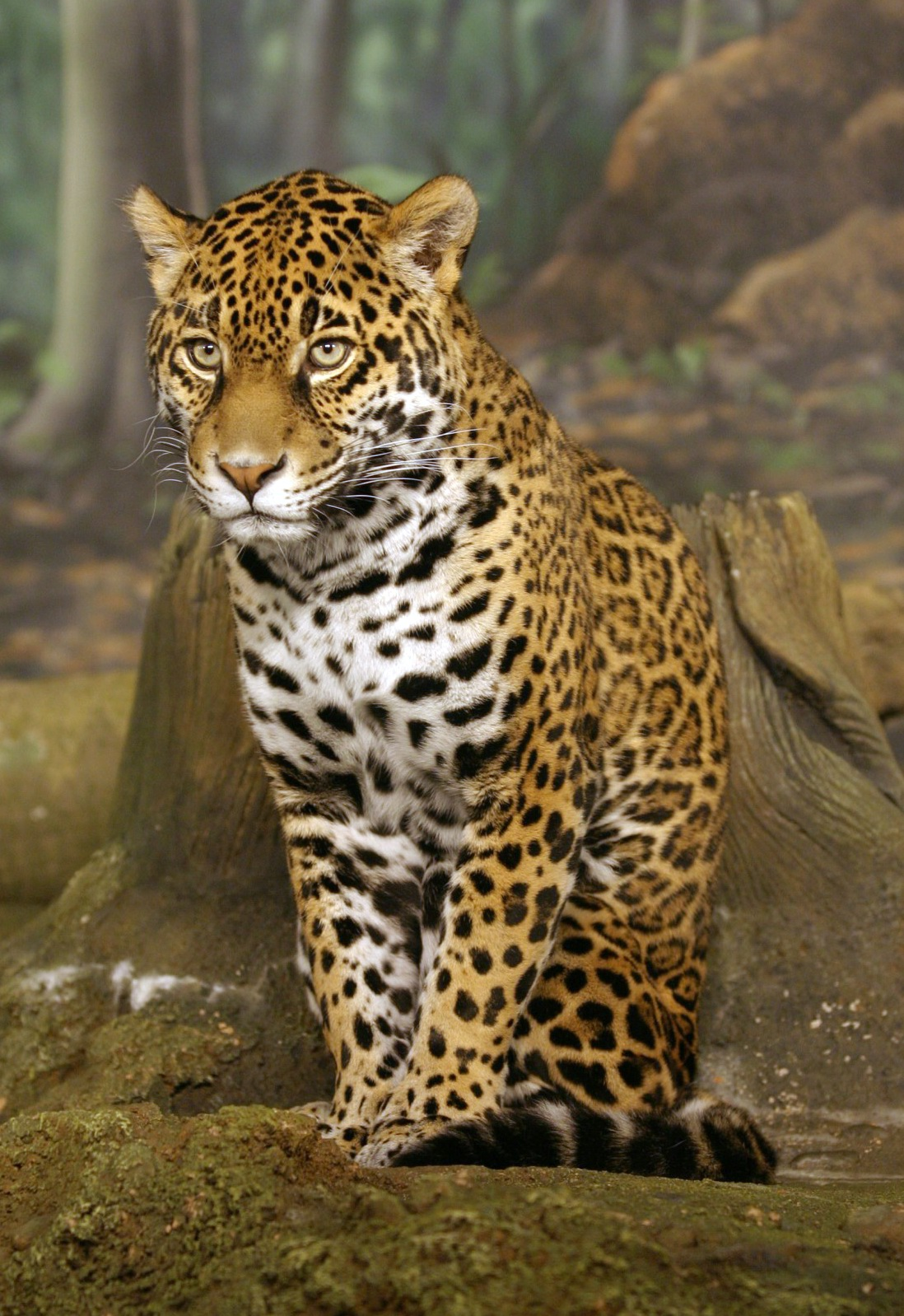
Mĩg (onça)

Os primeiros contatos oficiais, amistosos e reconhecidos com comunidades caingangues pela sociedade portuguesa aconteceram nos campos de Guarapuava, no centro do Paraná, a partir de 1812 (cf. D'Angelis 1984:8 - 10). Na sequência, estabeleceram-se contatos (por conta, obviamente, da invasão e da ocupação do território indígena) com os caingangues das regiões sul-riograndenses de Nonoai, em (1845), de Guarita, em (1848) e do nordeste do Rio Grande do Sul, em (1850), além das regiões paranaenses de Palmas, em (1839), do norte do Paraná, em (1859), do extremo oeste paranaense, em (1880) e assim sucessivamente. Os últimos grupos forçados às relações pacíficas com os brasileiros foram os caingangues paulistas, da região dos rios Feio e Aguapeí.
Desde os primeiros contatos, os caingangues foram alvo de ações catequéticas pela Igreja Católica. De fato, ao tempo do império, isso era parte da política indigenista oficial. A expedição militar que ocupou Guarapuava contava com o capelão Francisco das Chagas Lima (que antes missionara os puri-coroados, em São Paulo) e que, desde o primeiro momento, buscou catequizar os caingangues. No Rio Grande do Sul, poucos anos após o estabelecimento dos primeiros aldeamentos dos caingangues, jesuítas liderados pelo padre Bernardo Parés atuaram na catequese da gente de Nonoai, de Guarita e de Votouro. No norte do Paraná, a partir das iniciativas mais permanentes de ocupação brasileira no vale do Tibagi, o governo provincial determinou a fundação de um aldeamento em São Jerônimo da Serra, com a catequese entregue a capuchinhos italianos (o mais conhecido deles, frei Timóteo de Castellnuovo). E foi um capuchinho italiano, frei Mansueto Barcatta de Val Floriana, no início do século XX, o responsável pelo primeiros trabalhos de fôlego sobre a língua caingangue: uma gramática e um vasto dicionário (Floriana 1918 e 1920). Antes dele, apenas se contam com vocabulários (alguns, de certa extensão e interesse).

Nos anos 1940, surgiram trabalhos mais acurados, ainda que menos volumosos, na linha da linguística histórico-comparativa, assinados por Mansur Guérios (1942 e 1945). Na sequência dele, merecem registro os estudos de Wanda Hanke, tanto do xoclengue (Hanke 1947) como do caingangue norte-paranaense (Hanke 1950).

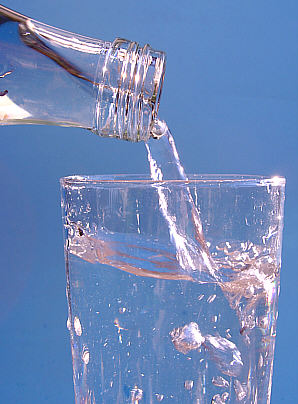
Goj (água). Lê-se "ngoi".

No final dos anos 1950, instalou-se, na divisa da área indígena de Rio das Cobras, no sudoeste do Paraná, a missão e centro de pesquisa linguística do Summer Institute. A língua caingangue passou a ser estudada, ali, por Ursula Wiesemann (e, ao que parece, posteriormente, por Gloria Kindell). Em 1959, por exemplo, um primeiro estudo foi tornado público, em reunião da Associação Brasileira de Antropologia: era intitulado "Notas sobre o protocaingangue: um estudo de quatro dialetos" (cf. Wiesemann 1959). Durante os anos 1960, Wiesemann preparou material de ensino da língua caingangue para missionários (Wiesemann 1967) e, finalmente, estabeleceu uma sugestão de ortografia oficial e iniciou a produção de cartilhas para alfabetização em caingangue. Estabeleceu-se, então, um convênio envolvendo a Fundação Nacional do Índio, o SIL International e a Igreja Evangélica de Confissão Luterana no Brasil e criou-se a primeira escola para formação de "monitores bilíngues" na área de Guarita, no Rio Grande do Sul. Iniciou-se, assim, um dos primeiros programas de educação escolar indígena bilíngue no Brasil, mas numa perspectiva claramente transicional, em que a língua indígena não recebeu valorização. Ao contrário, serviu apenas de ponte para o ensino em português. Em contato permanente com as comunidades caingangues do oeste de Santa Catarina, norte do Rio Grande do Sul e sudoeste do Paraná desde 1977, o pesquisador que assina este texto avalia que a introdução desse tipo de ensino bilíngue acelerou um processo de abandono da língua pelas gerações caingangues mais jovens (cf. D'Angelis 2002a).

### Estudo da linguagem

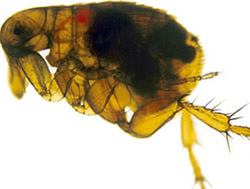
Kempo (pulga)

Estudos da língua caingangue amparados por instituições universitárias brasileiras começaram a surgir apenas em meados dos anos 1980. Em 1987, Marita Cavalcante apresentou dissertação sobre fonologia e morfologia dos caingangues de São Paulo e, no ano seguinte, José Baltazar Teixeira descreveu a fonologia do dialeto caingangue de Nonoai (RS). No primeiro caso, tratou-se de uma abordagem gerativa padrão, com algumas soluções inspiradas em Anderson (1974 e 1976). No segundo caso, uma abordagem segmental estruturalista, bastante calcada em Wiesemann e Kindell (1972).
Em 1989, Silvia Braggio publicou um pequeno trabalho sobre o processo de alfabetização entre crianças caingangues de Guarapuava em revista de linguística aplicada (Braggio 1989). Em 1986, Braggio havia defendido tese nos Estados Unidos sobre o mesmo assunto (cf. Braggio 1986).
A partir de meados dos anos 1990, Silvia Nascimento passou a estudar aspectos da sintaxe do caingangue nos marcos de modelos recentes da teoria gerativa (cf. Nascimento 1995 e 1996).
A aparente profusão de estudos fica diluída quando observamos que a grande maioria deles mantém-se na área da fonologia e, mais ainda, quando observamos que algumas áreas da linguística jamais foram investigadas em relação ao caingangue.

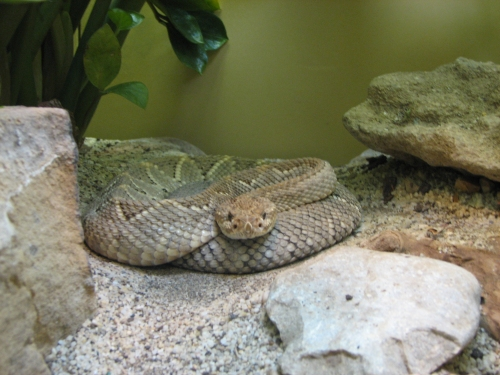
Sãsã (cascavel). Lê-se "xãxã".

Já nos anos 1990, D'Angelis passou a produzir trabalhos de análise da fonologia caingangue e, posteriormente, também sobre aspectos da sintaxe (cf. D'Angelis 1991, 1992a, 1992b, 1995a), culminando com um trabalho teórico explorando os limites das teorias fonológicas com base em dados de sua investigação daquela língua indígena (cf. D'Angelis 1995b, 1998). Suas investigações prosseguem em ambas as direções, dando atenção ainda a aspectos fonéticos da língua, em sua relação com a fonologia (cf. D'Angelis 1999a), à fonologia propriamente (cf. D'Angelis 1999b, 2000c, 2002c, 2003c), à sintaxe (D'Angelis 2002d, 2004b), às questões de educação e de linguística aplicada (D'Angelis 1999b e 1999c), aos aspectos sociolinguísticos (cf. D'Angelis 1996, publicado em 2002a; D'Angelis & Veiga 1995, publicado em 2000b; D'Angelis 2002e), a aspectos semânticos (D'Angelis 2002b, 2004a), historiográficos (D'Angelis 2002f), literários (D'Angelis 2002i) e ortográficos (D'Angelis 2003c, 2005).
As "ferramentas" linguísticas escritas, como dicionários e gramáticas, são raras. Dos dois trabalhos de algum fôlego, intitulados "Dicionários" (bilíngues), apenas o de Val Floriana (1920) merece essa designação, apesar de todas suas limitações. Esse, porém, é desconhecido da quase totalidade dos caingangues. O de Wiesemann (1971) é pouco mais que um vocabulário, ao qual se agregam informações sobre pronúncia (da ortografia caingangue) e sobre sintaxe, como um pequeno adendo gramatical.
Os materiais chamados "didáticos" produzidos em língua caingangue, seja pelo SIL International, seja por iniciativas mais recentes, com recursos do ministério da educação para "oficinas" e publicação, restringem-se a cartilhas e a coletâneas de textos. Estas últimas, embora cumpram uma função importante (a de suscitar material de leitura na língua – embora não possamos ainda falar em "literatura caingangue" stricto sensu), não cobrem a lacuna da orientação de uma reflexão epilinguística e propriamente linguística no ensino escolar do caingangue, da mesma forma que não cobrem a lacuna igualmente enorme do não emprego da língua caingangue como língua de instrução nas disciplinas de história, geografia, matemática etc.

## Fonologia

### Consoantes
O caingangue apresenta 14 fonemas consonantais.
|           |         | bilabial | alveolar | alveopalatal | velar | glotal |
| --------- | ------- | -------- | -------- | ------------ | ----- | ------ |
| oclusivas | surdas  | p        | t        |              | k     | ʔ      |
| oclusivas | sonoras | m        | n        | ɲ            | ŋ     |        |
| contínuas | surdas  | ɸ        |          | ʃ            |       | h      |
| contínuas | sonoras | w        | ɾ        | j            |       |        |

### Vogais
O caingangue apresenta 14 fonemas vocálicos, 9 orais e 5 nasais.
|         | anterior | central | posterior |
| ------- | -------- | ------- | --------- |
| fechada | i        | ɨ       | u         |
| médias  | e        | ə       | o         |
| aberta  | ɛ        | a       | ɔ         |

|         | anterior | central | posterior |
| ------- | -------- | ------- | --------- |
| fechada | ĩ        |         |           |
| médias  |          | ә̃       | õ         |
| aberta  | æ̃        | ã       |           |

### Fonotática
Os padrões silábicos possíveis em caingangue são: V, CV, CCV, CVC, CCVC. 
| Padrão silábico | Exemplo fonético | Tradução            |
| --------------- | ---------------- | ------------------- |
| V               | /e/              | muitos              |
| CV              | /ti/             | ele                 |
| CV              | /wǝ/             | marcador de sujeito |
| CVC             | /kim/            | cortar              |
| CVC             | /pɛn. kaɾ/       | contar              |
| CCVC            | /kɾiŋ/           | estrela             |
| CCVC            | /kɾen.ko/        | cavar               |
| CCVC            | /ŋɾun/           | gato                |
| CCV             | /pɾa/            | morder              |
| CCV             | /ku.pɾi/         | branco              |
| CCV             | /ŋɾɛ.ɸɨ/         | ovo                 |

- Nos padrões silábicos CV e CVC podem ocorrer todas as consoantes no início de sílaba.
- Nos padrões CCV e CCVC só podem ocorrer os grupos consonantais /mɾ/, /pɾ/, /ŋɾ/ e /kɾ/ em início de sílaba.
- Nos padrões CVC e CCVC, somente as consoantes nasais /m/, /n/, /ɲ/ e /ŋ/ podem ocorrer em fim de sílaba. Não há limitação para a co-ocorrência de padrões silábicos, sendo permitido a qualquer padrão preceder ou seguir qualquer outro, compondo palavras de uma, duas, ou três sílabas.[28]

## Ortografia

### Alfabeto
O alfabeto caingangue foi desenvolvido pela pesquisadora Ursula Wisemann com base no alfabeto latino, possuindo 28 grafemas. Devido às diferenças com o alfabeto utilizado em português, professores indígenas reconhecem que a forma atual do alfabeto kaingang dificulta o processo de alfabetização das crianças kaingang, mas ainda não tiveram a oportunidade de alterá-lo para melhorar o processo.
| Grafemas caingangue | Representação fonética     | Pronúncia em português |
| ------------------- | -------------------------- | --- |
| A a                 | /a/                        | Letra a na palavra 'faço'. |
| Á á                 | /ə/                        | Letra a final da palavra 'faca'. |
| Ã ã                 | /ã/                        | Mais aberto do que o ã na palavra 'maracanã'. |
| E e                 | /e/                        | Letra e na palavra 'preto'. |
| É é                 | /ɛ/                        | Letra é na palavra 'café'. |
| Ẽ ẽ                 | /ɛ̃/                        | Mais aberto que o ẽ na palavra 'mãe'. |
| F f                 | /f/                        | Letra f na palavra 'faca'. |
| G g                 | /ŋ/ /ŋg/ /gŋ/ /ŋk/ /k/     | Junto de vogal nasalizada, se pronuncia como o fechamento nasal da palavra 'um'. Quando seguida de vogal oral equivale [gn]. Quando antecedida de vogal oral equivale [ng]. Quando intervocálica equivale a [gng]. Quando seguida de uma consoante surda, equivale a c na palavra 'faca'. |
| H h                 | /h/                        | Se pronuncia como rr no dialeto carioca. |
| I i                 | /i/                        | Letra i na palavra 'apitar'. |
| Ĩ ĩ                 | /ĩ/                        | Como ĩ na palavra 'fim'. |
| J j                 | /j/                        | Como y ou como a letra i na palavra 'iodo'. |
| K k                 | /k/                        | Letra c na palavra 'faca' ou como qu na palavra 'que'. |
| M m                 | /m/ /mb/ /bm/ /mp/ /p/     | Junto de vogal nasalizada se pronuncia como a letra m na palavra 'mundo'. Quando seguida de vogal oral equivale [mb]. Quando antecedida de vogal oral equivale [bm]. Quando intervocálica equivale a [bmb]. Quando seguida de uma consoante surda, equivale a p. |
| N n                 | /n/ /nd/ /dn/ /nt/ /t/     | Junto de vogal nasalizada, se pronuncia como a letra n na palavra 'nada' Quando seguida de vogal oral equivale [dn]. Quando antecedida de vogal oral equivale [nd]. Quando intervocálica equivale a [dnd]. Quando seguida de uma consoante surda, equivale a t como na palavra 'tudo'. |
| Nh nh               | /ɲ/ /ɲgʲ/ /gʲɲ/ /ɲkʲ/ /kʲ/ | Junto de vogal nasalizada, se pronuncia como nh antecedido de um i como na palavra 'ninho'. Quando seguida de vogal oral equivale [nhdi]. Quando antecedida de vogal oral equivale [idnh]. Quando intervocálica equivale a [idnhdi]. Quando seguida de uma consoante surda que não seja f, equivale a [it]. Quando seguida de f equivale a [itx]; entre vogal nasalizada e f se pronuncia [inhx]. |
| O o                 | /o/                        | Letra ô na palavra 'avô'. |
| Ó ó                 | /ɔ/                        | Letra ó na palavra 'avó'. |
| P p                 | /p/                        | Letra p na palavra 'pele' |
| R r                 | /ɾ/ /ɽ/                    | Letra r na palavra hora. Sendo [ɾ] no início da sílaba, e [ɽ] no final da sílaba, ou após "é", "a" e "ó". |
| S s                 | /ʃ/                        | Parecido com a letra x na palavra 'xadrez'. |
| T t                 | /t/                        | Letra t na palavra 'tudo'. |
| U u                 | /u/                        | Letra u na palavra 'uva‘. |
| Ũ ũ                 | /ũ/                        | Letra u na palavra 'um' |
| V v                 | /w/                        | Se pronuncia parecido com a letra w, ou com a letra u na palavra 'uapé'. |
| Y y                 | /ɨ/                        | Representa uma vogal alta, situada entre o i e o u do português. |
| Ỹ ỹ                 | /ɨ̃/                        | Letra a na palavra 'antes'. |
| ’                   | /ʔ/                        | Representa um fechamento rápido da glote. Nunca se escreve no início da palavra. |

## Gramática

### Pronomes
Na categoria de pronomes do idioma caingangue estão reunidos os pronomes pessoais, possessivos, demonstrativos, relativos e interrogativos

#### Pessoais
Em caingangue os pronomes pessoais podem funcionar como sujeito, ergativo, objeto e possessivo. Os pronomes da terceira pessoa do plural também podem funcionar como pronomes duais.
| Número gramatical | Pessoa gramatical | Pronomes pessoais | Traduções     |
| ----------------- | ----------------- | ----------------- | ------------- |
| Singular          | 1ª pessoa         | inh               | eu            |
| Singular          | 2ª pessoa         | ã                 | tu, você      |
| Singular          | 3ª pessoa         | ti                | ele           |
| Singular          | 3ª pessoa         | fi                | ela           |
| Plural            | 1ª pessoa         | ẽg                | nós           |
| Plural            | 2ª pessoa         | ãjag              | vocês         |
| Plural            | 3ª pessoa         | ag                | eles          |
| Plural            | 3ª pessoa         | fag               | elas, o casal |

#### Demonstrativos
Funcionam como pronomes demonstrativos os pronomes pessoais da terceira pessoa do singular e do plural e os morfemas "tag" e "ẽn", com o objetivo de substituir ou modificar substantivos. O "ti " tem uma forma variante "-n", sufixada ao fim da construção substantivada. 
| Pronomes demonstrativos | Traduções                |
| ----------------------- | ------------------------ |
| tag                     | isto aqui                |
| ti~ -n                  | o, isso lá, esse lá      |
| fi                      | a, essa lá               |
| ẽn                      | aquilo lá                |
| ag                      | os, esses lá             |
| fag                     | as, essas lá, o casal lá |

Existem também combinações:
| Combinações | Traduções                   |
| ----------- | --------------------------- |
| tag ti      | isto aqui, este aqui        |
| tag fi      | esta aqui                   |
| ẽn ti       | aquilo lá, aquele lá        |
| ẽn fi       | aquela lá                   |
| tag ag      | estes aqui                  |
| tag fag     | estas aqui, este casal aqui |
| ẽn ag       | aquilos lá                  |
| ẽn fag      | aquelas lá, aquele casal lá |

#### Relativos
Para expressar o pronome relativo "aquele que", o caingangue usa a palavra ũn no início da sentença.
| Sentença relativa | Tradução                    |
| ----------------- | --------------------------- |
| ũn ve             | aquele que (foi) primeiro   |
| ũn vẽnh rán há    | aquele que algo escreve bem |
| ũn ve fi          | a primeira                  |

#### Interrogativos
Em caingangue existem três pronomes interrogativos com diferentes formas morfológicas – ũ, ne, hẽ - que podem ser combinadas a outros morfemas. Estes sempre se encontram no início da sentença. 
| Pronomes Interrogativos | Traduções |
| ----------------------- | --------- |
| ũ                       | quem      |
| ne                      | o que     |
| ne + tugnĩn             | por que   |
| hẽ                      | qual      |
| hẽ + ren + kỹ           | como      |
| hẽ + tá                 | onde      |
| hẽ + re + kã            | quando    |
| hẽ + re                 | quanto    |

Exemplos:
- "Ne nẽ tag ti." (O que é isto?)
- "Hẽ ren kỹ fi kutẽ." (Como ela caiu?)

### Verbos
Os verbos em caingangue tendem a ser invariáveis, ao contrário dos verbos portugueses, que variam conforme o sujeito. 
- "Ti tóg rãgró krãn huri." (Ele já plantou feijão.)
- "Ẽg tóg rãgró krãn huri." (Nós já plantamos feijão.)

O verbo rãgró não muda, mesmo com a mudança do sujeito de ti para Ẽg.
O caingangue possui elementos que sinalizam o sujeito de uma oração, como tóg e vỹ. 
- "Mĩg vỹ venhvó tĩ." (A onça corre.)

Vỹ vem após o sujeito da oração, mĩg (onça).
O objeto direto vem logo antes do verbo (ao contrário do português, que o posiciona, geralmente, após o verbo, como em "o menino atirou a pedra").  
- "Kofá tóg pỹn tãnh." (O velho matou a cobra.)

Pỹn significa "cobra" e tãnh, "matar".
Ao contrário do português, que possui preposições, o caingangue possui posposições, que, como o nome indica, vêm após o elemento a que se referem. O objeto indireto é sinalizado pela posposição mỹ, como em Maria mỹ (para Maria) e pode ser colocado em lugares diferentes na oração..
- "Inh pru‚ fi tóg Maria mỹ kukrũ nĩm." (Minha mulher deu a panela para Maria.)
- "Inh prũ fi tóg kukrũ nĩm Maria mỹ." (Minha mulher deu a panela para Maria.)

#### Tempo
Na língua caingangue não há verbo passivo para indicar a ação, mas sim para indicar resultados da ação. As marcações temporais dos acontecimentos se manifestam por meio de partículas.
| Presente | Futuro                   | Futuro intencional | Imperfeito | Passado |
| -------- | ------------------------ | ------------------ | ---------- | ------- |
| mũ ja    | mũ hỹnỹ hẽnrikemũn kejẽn | ke kemũ            | vẽ ja      | ke      |

Entre os advérbios de tempo, estão as chamadas partículas adverbiais: huri traduzido como ‘já’ que indica tempo passado e ha que indica tempo presente. Existem outros advérbios, tais como: ũri ‘agora’/‘hoje’; rẽkétá ‘ontem’; rẽkéũtá ‘anteontem’; vajkỹ ‘amanhã’, vaj ũn kỹ ‘depois de amanhã’; vỹsã ‘uma vez, outro dia’.

#### Aspecto
Existem palavras especiais que são usadas para indicar o aspecto de uma ação. Os indicadores de aspecto terminam a oração mas podem ser seguidos por certos indicadores de opinião.
- Kyru‚ tóg se tãnh sór mũ. (O rapaz estava querendo matar o quati)

- Ẽg gufã ag tóg kyfe kron tĩ. (Os nossos antigos tomavam kyfe)

#### Modo
Os indicadores de modo modificam tanto verbos quanto substantivos, seguindo-os. Existem dois subgrupos: os que podem somente seguir verbos e assim são um tipo de advérbio, e os que seguem tanto verbos como substantivos ou outros indicadores de modo.
| Seguem verbos | Seguem verbos       | Seguem verbos ou substantivos | Seguem verbos ou substantivos |
| ------------- | ------------------- | ----------------------------- | ----------------------------- |
| e             | ‘muito’             | gy                            | ‘difícil’                     |
| kónãn         | ‘estragando’        | ja                            | ‘terminado’                   |
| kren          | ‘quase’             | jãvãnh                        | ‘não saber                    |
| mãn           | ‘de novo’           | mé                            | ‘gostar’                      |
| rén           | ‘por último’        | mẽ                            | ‘muito, ligeiro’              |
| sór           | ‘querer’            | pẽ                            | ‘verdadeiro, foco assertivo’  |
| tãvĩn         | ‘foco assertivo’    | tãvĩ                          | foco assertivo’               |
| vãnh          | ‘não querer’        | tũ                            | ‘não’                         |
| vén           | ‘em primeiro lugar’ | ve                            | ‘aparecer como’               |

#### Evidencialidade
A marcação da evidencialidade em caingangue se enquadra em duas grandes categorias que se opõem quanto à fonte de informação: informações que vem de outros e informações nas quais o próprio falante é a fonte.
| Origem da informação | Categorias de Evidencialidade |
| -------------------- | --- |
| "De Outros"          | Categoria Relatada - je - reportativo - ne - reportativo (presente na comunicação cotidiana). - jetóg - Reportativo (parece ser também um modalizador da credibilidade) - nẽji - Reportativo (ocorre em narrativas chamadas Gufã). |
| Primeira Mão         | Categoria Visual: - mỹr - Visual (comunicação cotidiana e em narrativas) - tũ – partícula de negação (contrafactual/contra-expectativa, que se difere de pi) - vẽnhver - evidência visual que requer confirmação.                  |
| Primeira Mão         | Categoria Não-visual: - mẽm - evidência sensorial, principalmente auditiva. |
| Primeira Mão         | Categoria Inferência: - ja - constatações. |
| Primeira Mão         | Categoria Suposição: - hẽn - conclusões lógicas de fatos e consequencias. |

##### Miratividade
- ne (+ mũ) - sinaliza informação nova para o falante, surpresa, admiração.

##### Modalidade Epistêmica
- venhmỹ(kãgra) - Dubitativo, sinaliza dúvida quanto a verdade da proposição

### Sentença

#### Ordem da frase e alinhamento
A língua segue o padrão da ergatividade cindida, exibindo o sistema nominativo nas orações simples e, nas orações complexas que apresentam orações subordinadas, exibe um sistema de marcação de caso na oração principal e outro na oração subordinada. O emprego de dois sistemas é condicionado pelo status gramatical da oração, de maneira que a oração principal exibe um sistema e a subordinada outro.
A ordem oracional da língua caingangue é sujeito-objeto-verbo. Essa ordem ocorre, preferencialmente, quando o sujeito é nominal. Nessa estrutura, geralmente o sujeito é marcado morfologicamente:
| Sujeito                | Sujeito             | Objeto | verbo |
| ---------------------- | ------------------- | ------ | ----- |
| gĩr                    | vỹ                  | ẽmi    | kó    |
| menino                 | marcador de sujeito | bolo   | comer |
| "O menino comeu bolo." |                     |        |       |

Em orações transitivas, a concordância de número ocorre entre o objeto e o verbo sob determinadas condições. O objeto direto sempre antecede o verbo e não é seguido por posposição, sendo, portanto, uma posição fixa na língua. O objeto indireto, quando ocorre, é seguido pela posposição mỹ (para).
| Sujeito                             | Sujeito              | Sujeito             | Objeto indireto | Objeto indireto | Objeto direto | Verbo |
| ----------------------------------- | -------------------- | ------------------- | --------------- | --------------- | ------------- | ----- |
| Jandira                             | fi                   | vỹ                  | gĩr             | mỹ              | vẽjẽn         | nĩm   |
| Jandira                             | marcador de feminino | marcador de sujeito | menino          | posposição      | comida        | dar   |
| “Jandira deu comida para o menino.” |                      |                     |                 |                 |               |       |

Em orações intransitivas a concordância se manifesta entre o sujeito e o verbo.
| Sujeito            | Sujeito             | verbo  |
| ------------------ | ------------------- | ------ |
| gĩr                | vỹ                  | nũr    |
| menino             | marcador de sujeito | dormir |
| "O menino dormiu." |                     |        |

Quando o sujeito é pronominal, a ordem básica é objeto-verbo-sujeito. Quando ocorre nessa ordem, o sujeito não recebe marca morfológica.
| Objeto                | Verbo    | Sujeito                                |
| --------------------- | -------- | -------------------------------------- |
| gãr                   | tu       | ti                                     |
| milho                 | carregar | pronome pessoal da 3ª pessoa do plural |
| "Ele carregou milho." |          |                                        |

No caso de oração com objeto indireto e sujeito pronominal a ordem básica passa a ser objeto indireto-sujeito-objeto direto-verbo.
| Objeto indireto                          | Objeto indireto | Sujeito                                | Objeto direto | Verbo    |
| ---------------------------------------- | --------------- | -------------------------------------- | ------------- | -------- |
| inh                                      | mỹ              | ti                                     | manỹnỹ        | vã       |
| pronome pessoal da 1ª pessoa do singular | posposição      | pronome pessoal da 3ª pessoa do plural | banana        | carregar |
| “Ele carregou banana para mim.”          |                 |                                        |               |          |

## Vocabulário

### Numeração
O idioma caingangue apresenta palavras para representar números de 0 a 5.
| Caingangue | Português     |
| ---------- | ------------- |
| tu         | zero / nenhum |
| pir        | um            |
| rég’re     | dois          |
| tëntü      | três          |
| vënhkëgra  | quatro        |
| pég’kar    | cinco         |

A palavra pir, também não pode ser só traduzida diretamente por um. Ela também é usada para a referência de pequenas quantidades, tomando na comparação com a amplitude total do que se está falado.
- “Pira pir hã kãgmï inh”. (Peguei um só peixe.)
- “Ü kãmü mu ag vi, pir nÿtï”. (Os que chegaram são poucos.)

Rég’re, além de representar o número dois, também significa irmão ou companheiro e no caso da tradução de irmão, a palavra não é só usada quando os filhos de casal são dois; quando a pessoa se refere a algum irmão usa o substantivo regre:
- “Inh regre vÿ inh mré vyr.” (Meu irmão foi comigo.)

Para expressar quantidades maiores usam-se as categorias de “pouco” e “muito”, considerando a correspondência com o universo analisado. A exatidão só se apresenta quando se refere à metade (kuju).
| Situação                                      | Demonstração da quantidade e significado                            |
| --------------------------------------------- | ------------------------------------------------------------------- |
| Em uma turma de 20 alunos, compareceram todos | Ti kar ta kamir já nï. (Todos compareceram.)                        |
| Compareceram entre 15 e 19 alunos.            | E tÿ vi. (Compareceram bastante.)                                   |
| Compareceram entre 11 e 15 alunos.            | Ti kuju kãnfãr. (Compareceram pouco mais da metade.)                |
| Compareceram 10 alunos, a metade da turma     | Ti kuju. (Compareceu a metade.)                                     |
| Compareceram entre 6 e 9                      | Pir tÿvï. (Compareceram poucos alunos.)                             |
| Compareceram entre 1 e 5 alunos.              | Quantidade pode ser destacada ou simplesmente representada por pir. |
| Se não compareceram.                          | Tü.(Nenhum compareceu.)                                             |

### Influência na toponímia brasileira

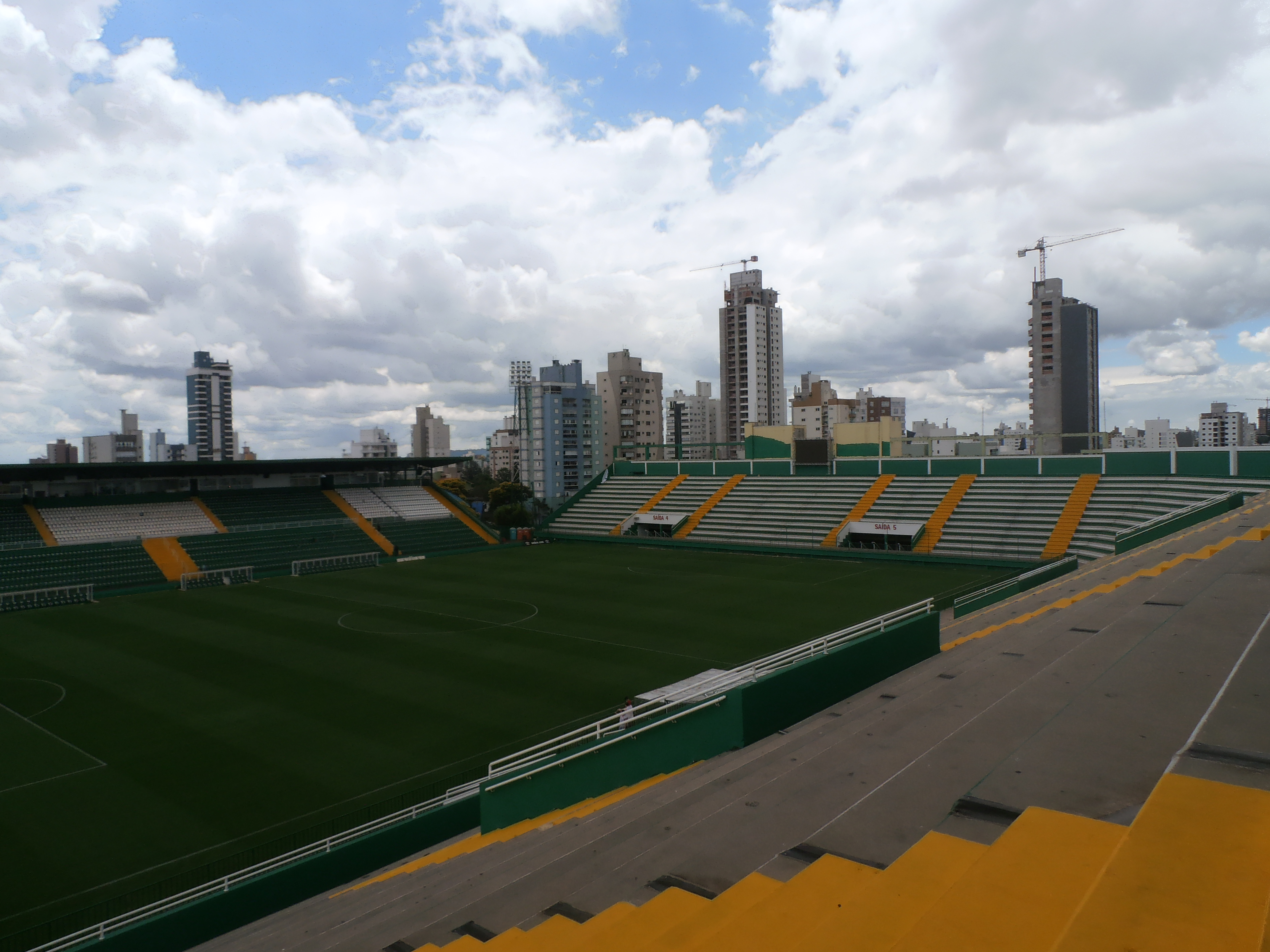
Estádio de futebol Arena Condá

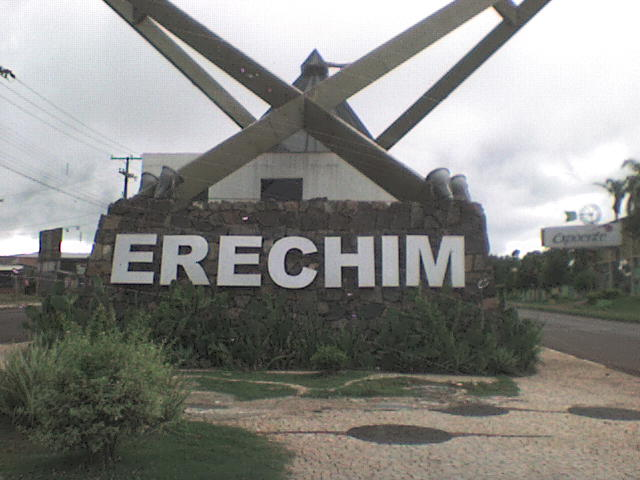
Portal de entrada da cidade de Erechim

A língua caingangue legou à toponímia brasileira alguns nomes de localidades.
|                   | Localidade       | Significado                                | Formação                                          |
| ----------------- | ---------------- | ------------------------------------------ | ------------------------------------------------- |
| Paraná            | Goioerê          | "campina d'água"                           | junção de ngoi, água e rê, campo                  |
| Paraná            | Candói           | nome de um líder kaingang                  | -                                                 |
| Paraná            | Goioxim          | "rio pequeno"                              | junção de ngoi, rio e xĩ, pequeno                 |
| Santa Catarina    | Arena Condá      | "Condá" era o nome de um líder kaingang    | -                                                 |
| Santa Catarina    | Xanxerê          | "campina da cascavel"                      | junção de xãxã, cascavel e rê, campo              |
| Santa Catarina    | Toldo Chimbangue | "Chimbangue" é o nome de um líder kaingang | -                                                 |
| Santa Catarina    | Campo Erê        | "campo da pulga ou do bicho-do-pé"         | junção de kempo, pulga ou bicho-do-pé e rê, campo |
| Rio Grande do Sul | Erechim          | "campo pequeno"                            | junção de rê, campo e xĩ, pequeno                 |
| Rio Grande do Sul | Erebango         | "campo grande"                             | junção de rê, campo e mbâgn, grande               |

## Menções
- A língua kaingang foi assunto de um problema da edição Margele da Olimpíada Brasileira de Linguística, no ano de 2019,[48] abordando suas relações com o Xokléng.